# Hopewell (Nuevo Brunswick)
Hopewell es una parroquia canadiense situada en la provincia de Nuevo Brunswick.

## Superficie
Hopewell tiene una superficie de 149,14 km².

## Demografía
En 2021, tenía 597 habitantes, una densidad poblacional de 4 hab./km², y 310 viviendas.